# Morti nel 1983/Febbraio
| Questa pagina contiene informazioni ricavate automaticamente dalle voci biografiche con l'ausilio del template Bio e di un bot. L'aggiornamento è periodico e automatico e ricostruisce completamente la pagina. Se manca una persona in questa lista, sei pregato di non aggiungerla, ma accertati piuttosto che la sua voce biografica contenga il template Bio e che i dati anagrafici siano correttamente compilati. Se il template Bio manca, inseriscilo tu stesso o, in alternativa, metti l'avviso {{tmp\|Bio}} che ne segnala la mancanza. Se i dati riportati sono sbagliati, correggi direttamente la voce biografica; le modifiche saranno visibili in questa lista entro pochi giorni. Per chiarimenti vedi il progetto biografie. La lista contiene solo le 81 persone che sono citate nell'enciclopedia e per le quali è stato implementato correttamente il template Bio. Pagina aggiornata al 3 mar 2024. |

- 1º febbraio - Ugo Cantutti, ingegnere italiano (n. 1893)
- 1º febbraio - Elena Fiore, attrice italiana (n. 1914)
- 2 febbraio - Corentin Louis Kervran, pseudoscienziato francese (n. 1901)
- 3 febbraio - Tullio Campagnolo, ciclista su strada e imprenditore italiano (n. 1901)
- 3 febbraio - Josephine Dunn, attrice statunitense (n. 1906)
- 3 febbraio - Antonio Samorè, cardinale e arcivescovo cattolico italiano (n. 1905)
- 4 febbraio - Karen Carpenter, cantante e batterista statunitense (n. 1950)
- 4 febbraio - Ernest Klein, rabbino, linguista e lessicografo rumeno (n. 1899)
- 4 febbraio - Emilio Suardi, politico e partigiano italiano (n. 1905)
- 5 febbraio - Margaret Dayhoff, fisica e biochimica statunitense (n. 1925)
- 5 febbraio - Giovanni Marcora, partigiano, imprenditore e politico italiano (n. 1922)
- 5 febbraio - Ugo Saitta, regista italiano (n. 1912)
- 5 febbraio - Mario Scazzola, calciatore italiano (n. 1901)
- 5 febbraio - Vittorio Vialli, paleontologo italiano (n. 1914)
- 6 febbraio - Li Meishu, artista, pittore e scultore taiwanese (n. 1902)
- 7 febbraio - Alfonso Calzolari, ciclista su strada italiano (n. 1887)
- 8 febbraio - Harry Boot, fisico inglese (n. 1917)
- 8 febbraio - Charles Kullman, tenore e insegnante statunitense (n. 1903)
- 8 febbraio - Harry Mitchell, pugile britannico (n. 1895)
- 8 febbraio - Madre Speranza di Gesù, religiosa spagnola (n. 1893)
- 8 febbraio - Alfred Wallenstein, violoncellista e direttore d'orchestra statunitense (n. 1898)
- 9 febbraio - Khoren I, arcivescovo cristiano orientale armeno (n. 1914)
- 9 febbraio - Giuseppe Pergolizzi, politico e dirigente sportivo italiano (n. 1914)
- 10 febbraio - Angelo De Angelis, mafioso italiano (n. 1949)
- 10 febbraio - Eduard Franz, attore statunitense (n. 1902)
- 10 febbraio - Elith Pio, attore danese (n. 1887)
- 10 febbraio - Edoardo Ruffini, giurista e avvocato italiano (n. 1901)
- 10 febbraio - Vittorio Sereni, poeta, scrittore e traduttore italiano (n. 1913)
- 11 febbraio - Iginio Kofler, calciatore, dirigente sportivo e imprenditore italiano (n. 1897)
- 12 febbraio - Italo Acconcia, allenatore di calcio e calciatore italiano (n. 1925)
- 12 febbraio - Eubie Blake, pianista e compositore statunitense (n. 1883)
- 12 febbraio - Jan Klaassens, calciatore olandese (n. 1931)
- 12 febbraio - Isabella d'Orléans, contessa francese (n. 1900)
- 13 febbraio - Lorenzo Bianchi, missionario e vescovo cattolico italiano (n. 1899)
- 13 febbraio - Marian Nixon, attrice statunitense (n. 1904)
- 13 febbraio - Peter Wilson, allenatore di calcio e calciatore scozzese (n. 1905)
- 14 febbraio - Michael Ah Matt, cestista australiano (n. 1942)
- 14 febbraio - Serafino Biagioni, ciclista su strada italiano (n. 1920)
- 14 febbraio - Sonny Dove, cestista statunitense (n. 1945)
- 14 febbraio - Serafino Lo Piano, poeta e scrittore italiano (n. 1906)
- 14 febbraio - Lina Radke, mezzofondista tedesca (n. 1903)
- 14 febbraio - Ludwig Rellstab, scacchista tedesco (n. 1904)
- 14 febbraio - Maffo Vialli, biologo italiano (n. 1897)
- 15 febbraio - Jane Chambers, drammaturga, scrittrice e poetessa statunitense (n. 1937)
- 16 febbraio - Kazimiera Iłłakowiczówna, poetessa e traduttrice polacca (n. 1892)
- 17 febbraio - Bruno Corelli, attore italiano (n. 1918)
- 17 febbraio - Tancredi Pasero, basso italiano (n. 1893)
- 18 febbraio - Oreste Barale, allenatore di calcio e calciatore italiano (n. 1904)
- 18 febbraio - Piet van der Horst, pistard olandese (n. 1903)
- 18 febbraio - Maria Grazia Puglisi, conduttrice televisiva e autrice televisiva italiana (n. 1911)
- 19 febbraio - Marcello Mascherini, scultore e scenografo italiano (n. 1906)
- 19 febbraio - Alice White, attrice statunitense (n. 1904)
- 20 febbraio - Charles Bluhdorn, imprenditore e produttore cinematografico statunitense (n. 1926)
- 20 febbraio - Caryl Lincoln, attrice statunitense (n. 1903)
- 20 febbraio - Tomás Ojeda, calciatore cileno (n. 1910)
- 20 febbraio - Vladimir Abramovič Rogovoj, regista sovietico (n. 1923)
- 21 febbraio - Marie Mosquini, attrice statunitense (n. 1899)
- 21 febbraio - Carlo Venegoni, politico e antifascista italiano (n. 1902)
- 22 febbraio - Charles Gairdner, generale britannico (n. 1898)
- 22 febbraio - Mieczysław Jastrun, poeta e scrittore polacco (n. 1903)
- 22 febbraio - Romain Maes, ciclista su strada belga (n. 1912)
- 22 febbraio - Elsa Merlini, attrice e cantante italiana (n. 1903)
- 22 febbraio - Paolo Pedretti, ciclista su strada e pistard italiano (n. 1906)
- 23 febbraio - William Anderson, hockeista su ghiaccio britannico (n. 1901)
- 23 febbraio - Herbert Howells, compositore, insegnante e direttore d'orchestra inglese (n. 1892)
- 23 febbraio - Germana Marucelli, stilista italiana (n. 1905)
- 24 febbraio - Jacques Benoist-Méchin, storico e giornalista francese (n. 1901)
- 24 febbraio - Ken Keller, cestista statunitense (n. 1922)
- 24 febbraio - Eric Sundblad, velocista svedese (n. 1897)
- 25 febbraio - Mignon Anderson, attrice statunitense (n. 1892)
- 25 febbraio - Biri, paroliera italiana (n. 1909)
- 25 febbraio - Tommaso Papa, presbitero, storico e poeta italiano (n. 1907)
- 25 febbraio - Tennessee Williams, drammaturgo, scrittore e sceneggiatore statunitense (n. 1911)
- 25 febbraio - Pietro Zangheri, naturalista e scrittore italiano (n. 1889)
- 26 febbraio - Gaston Tschirren, calciatore svizzero (n. 1906)
- 27 febbraio - Nikolaj Aleksandrovič Kozyrev, astrofisico e astronomo russo (n. 1908)
- 27 febbraio - Gyula Lázár, calciatore ungherese (n. 1911)
- 27 febbraio - Władysław Maleszewski, cestista e allenatore di pallacanestro polacco (n. 1921)
- 27 febbraio - Erio Nicolò, fumettista italiano (n. 1919)
- 28 febbraio - Winifred Atwell, pianista, compositrice e musicista britannica (n. 1914)
- 28 febbraio - Jan Birkelund, calciatore norvegese (n. 1950)